# Chronologie de l'Islande
Pour un article plus rédigé, voir Histoire de l'Islande.
Cet article contient une chronologie de l'histoire de l'Islande.

## IVesiècleav. J.-C.-Xesiècleapr. J.-C.
- IVe siècle av. J.-C.: Pythéas découvre une île qu'il nomme Thulé, qui est vraisemblablement l'Islande.
- Vers 800 : des moines irlandais s'installent sur l'île.
- 874 : début de l'âge de la colonisation, Ingólfur Arnarson s'installe dans une baie abritée qu'il baptise Reykjavik.

## Xesiècle
- 930 : fin de la période de colonisation et début de l'Âge des sagas. Création du premier parlement de l'Histoire, l'Alþing, qui se constitue à Þingvellir. Naissance de la République d'Islande.
- 985-986 : Éric le Rouge, banni d'Islande, découvre au sud-ouest une « terre verte » qu'il baptise Groenland.
- 1000 : le christianisme est adopté comme religion officielle lors de la réunion annuelle de l'Althing après une décision du « récitant de la loi », Þorgeir Þorkelsson.
- Vers 1000 : Leifr Eiríksson (fils d'Éric le Rouge), dit « l'Heureux », découvre le continent nord-américain (Vinland, Markland, Helluland).

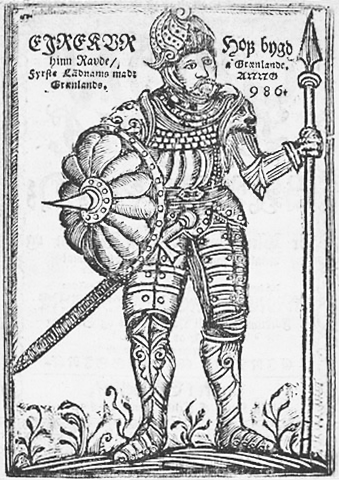
Éric le Rouge
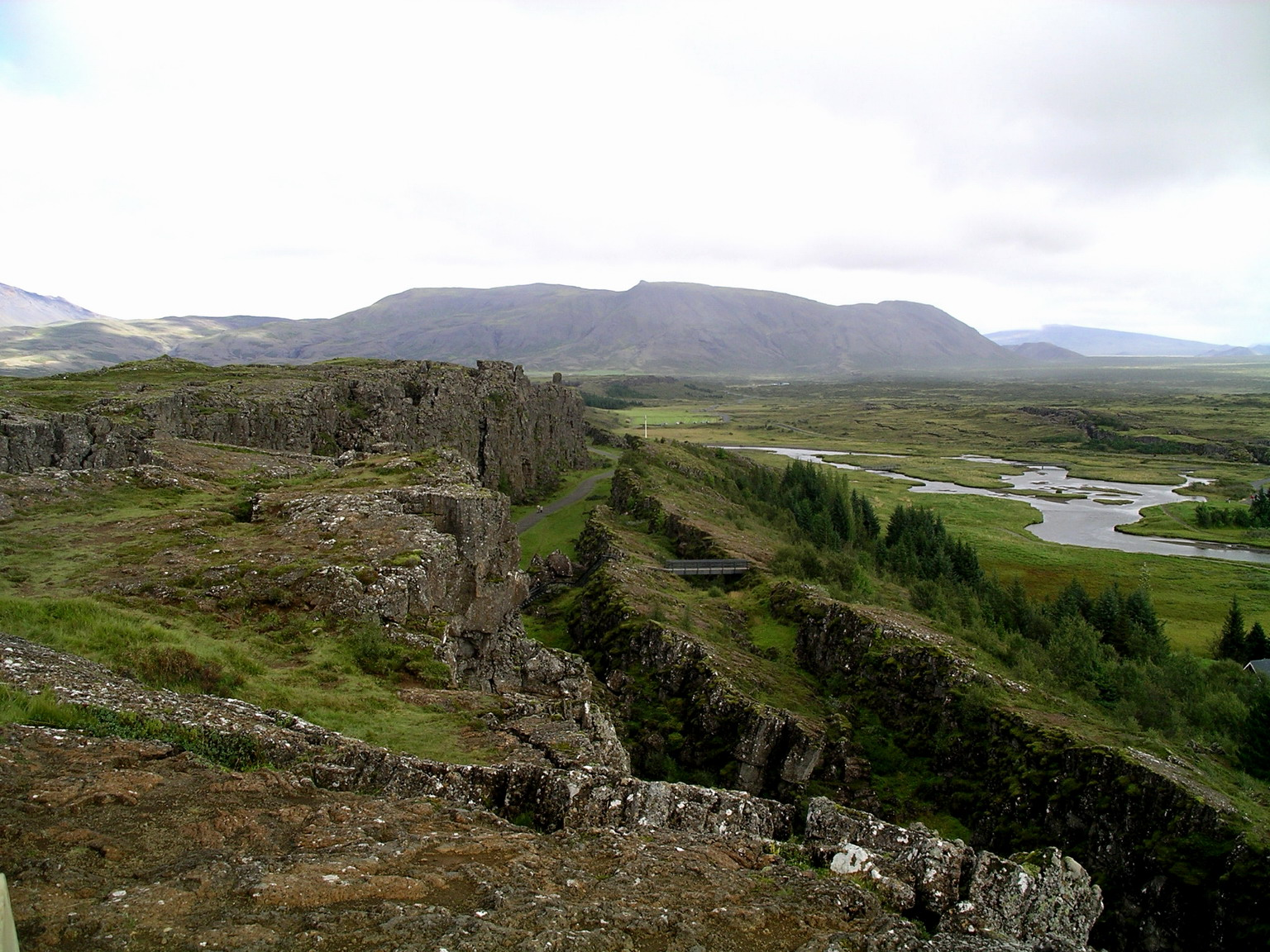
Þingvellir

## XIesiècle
- Vers 1015 : création de la Haute Cour de Justice Fimmtardómur.
- 1030 : fin de « l'Âge des sagas » et début de « l'Âge de la paix ».
- 1056 : consécration du premier évêque d'Islande, Ísleifur Gissurarson. Skálholt devient le siège régulier du premier diocèse d'Islande. Naissance de Sæmundur Sigfússon, auteur d'une histoire des rois de Norvège.
- 1068 : naissance de Ari Þorgilsson, auteur du Íslendingabók (Livre des Islandais).
- 1096 : l'Althing vote une loi instituant une dîme pour procurer des ressources à l'Église d'Islande.

## XIIesiècle
- 1104 : une éruption du volcan Hekla détruit un village situé à Þjórsárdalur.
- 1106 : un second diocèse est établi à Hólar. Jón Ögmundsson en est le premier évêque.
- 1117-1118 : les lois de l'Althing deviennent écrites après avoir été orales. Fin de l'Âge de la Paix.
- 1133 : création du premier monastère d'Islande à Þingeyri. Ari Þorgilsson écrit l'Íslendingabók.
- 1179 : naissance de Snorri Sturluson.
- 1197 : mort du chef le plus puissant d'Islande, Jón Loftsson.

## XIIIesiècle
- Vers 1200 : rédaction du Livre de la Colonisation.
- 1208 : Kolbeinn Tumason meurt aux mains de l'évêque Guðmundur Arason, lors de Víðinesbardagi (la bataille de Víðines).
- 1230 : début de « l'Age des Sturlungar ». Début de la guerre civile.
- 1238 : Bataille d'Örlygsstaðir, la plus grande bataille de l'histoire de l'Islande.
- 1241 : Snorri Sturluson est assassiné.
- 1244 : Flóabardagi (Bataille du Golfe), la plus grande bataille navale.
- 1253 : Flugumýrarbrenna (l'incendie de Flugumýri), échec de la tentative d'assassinat de Gissur Þorvaldsson, comte d'Islande.
- 1262-1264 : signature de Gamli sáttmáli (la veille alliance). L'Islande perd son indépendance, et devient territoire norvégien. Fin de l'État libre islandais. Fin de « l'Âge des Sturlungar ».
- 1275 : création d'un code ecclésiastique. Le pouvoir de l'Église d'Islande s'accroît.
- 1297 : l'Église, ses états et ses droits sont libérés du contrôle séculier et passent entièrement dans les mains des Évêques.
- Fin du XIIIe siècle: l'âge de la pêche commence et les produits de la mer remplacent les vêtements artisanaux et les produits agricoles dans les exportations.

## XIVesiècle
- 1308 : le comté d'Islande est aboli.

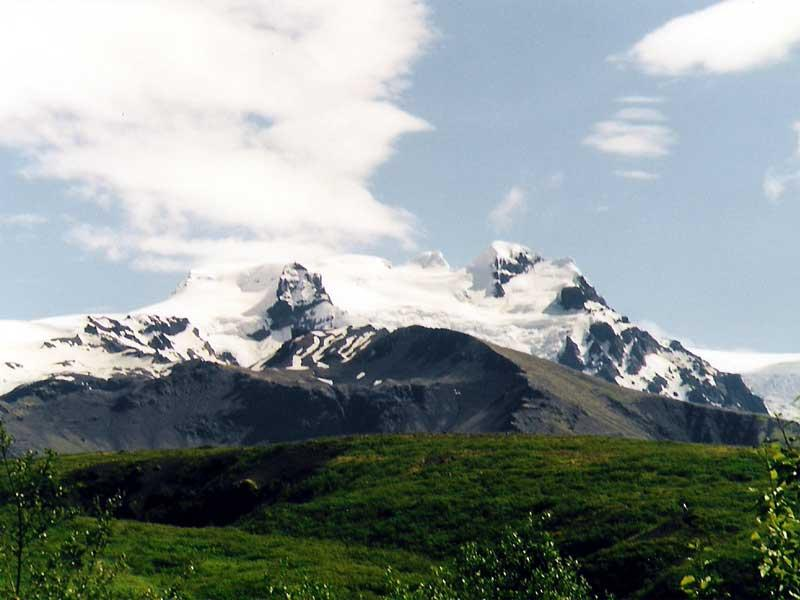
Öræfajökull

- 1357 : premier évêque islandais sous l'autorité du Pape.
- 1361 : Smiður Andrésson, gouverneur de l'Islande, et Jón Skráveifa sont tués à Grund.
- 1362 : le volcan Öræfajökull entre en éruption et détruit le village de Litlahérað.
- 1380 : soumission à la couronne danoise après l'union des monarchies danoise et norvégienne.
- fin du XIVe siècle: influence grandissante des commerçants de la Hanse.

## XVesiècle
- 1402 : la peste noire ravage l'Islande.
- 1412 : les Anglais commencent à pêcher au large de l'Islande.
- 1429 : les Islandais demandent au roi de Danemark le libre commerce.
- 1433 : Jón Gerreksson, évêque de Skálholt, est noyé dans la rivière de Brúará.
- 1450 : Langaréttarbót.
- 1467 : Björn Þorleifsson est assassiné par les Anglais à Rif.
- 1474 : Miklabæjarrán.
- 1491 : Píningsdómur.
- 1494 : la deuxième peste.

## XVIesiècle
- 1501 : des marchands anglais pillent Bessastaðir.
- 1513 : Leiðarhólmsskrá.
- 1522 : Sveinsstaðafundur.
- 1539 : Gissur Einarsson devient le premier évêque luthérien d'Islande.
- 1541 : mort de Ögmundur Pálsson, dernier évêque catholique de Skálholt. Le siège de Skálholt devient luthérien.
- 1550 : Christian III, roi de Danemark, impose à l'Islande la réforme luthérienne. Jón Arason, dernier évêque catholique de Hólar, est décapité avec deux de ses fils.
- 1551 : le siège de Hólar devient luthérien.
- 1559 : les Anglais sont poussés hors des îles Vestmann.
- 1571 : Guðbrandur Þorláksson devient évêque de Hólar.
- 1584 : Guðbrandsbiblía, la première bible islandaise est publiée.

## XVIIesiècle
- 1602 : création de la Compagnie danoise d'Islande et établissement du monopole commercial par les Danois.
- 1614 : naissance de Hallgrímur Pétursson (1614-1674), qui composa ses Psaumes de la Passion.
- 1615 : Spánverjavígin.
- 1625 : la première personne est brulée vivante pour sorcellerie.
- 1627 : Tyrkjaránið (les abductions des turcs), plusieurs centaines d'Islandais sont enlevés par des brigands musulmans.
- 1639 : Brynjólfur Sveinsson devient évêque de Skálholt.
- 1656 : le procès pour sorcellerie de Kirkjuból. Le manuscrit du Flateyjarbók est envoyé au Danemark.
- 1662 : renforcement de l'absolutisme du roi de Danemark.
- 1663 : naissance de Árni Magnússon (1663-1730) qui collectionna tous les manuscrits islandais, sauvant ainsi l'héritage culturel et historique de son pays.

## XVIIIesiècle

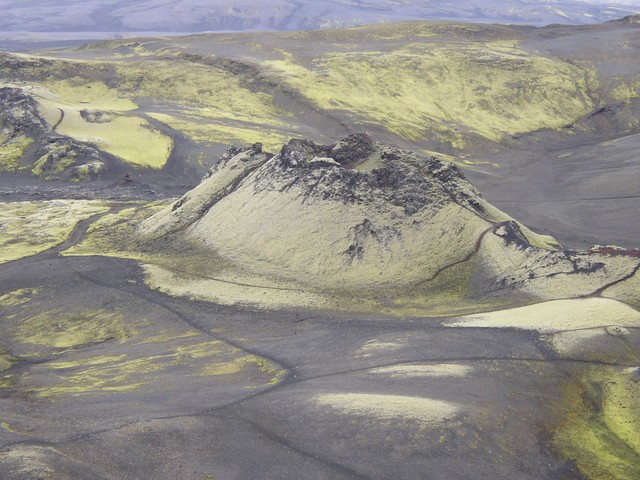
Lakagígar

- 1703 : premier recensement de la population.
- 1707 : la peste se répand en Islande, un quart de la population meurt.
- 1712 : le Jarðabók est fini.
- 1720 : les manuscrits de Árni Magnússon sont déplacés au Danemark.
- 1732 : la Compagnie danoise d'Islande s'établit à Reykjavik.
- 1747 : la Compagnie danoise d'Islande fusionne avec la Compagnie du Groenland.
- Vers 1760 : les Islandais commencent à exporter du poisson salé vers l'Espagne.
- 1783-1785 : l'éruption des Lakagígar provoque, par la famine qu'elle engendre, la mort d'environ 10 000 personnes, soit le cinquième, à cette époque, de la population (Móðuharðindin).
- 1785 : le diocèse de Skálholt et son école sont déplacés à Reykjavik.
- 1786 : Reykjavik avec ses 200 habitants reçoit le statut de ville.
- 1798 : l'Althing abandonne Thingvellir pour Reykjavik.
- 1800 : l'Althing est supprimé par le Danemark.

## XIXesiècle
- 1801 : l'évêché de Hólar est supprimé et tout le pays devient un seul diocèse. L'Althing est remplacée par une Haute Cour.
- 1805 : le Bessastaðaskóli est créé.
- 1807-1815 : le commerce avec l'Islande est suspendu en raison des Guerres napoléoniennes.
- 1809 : Jørgen Jørgensen prend pouvoir en Islande et déclare l'indépendance, mais il est destitué quelque temps plus tard par les Danois.
- 1811 : naissance de Jón Sigurðsson.
- Vers 1830 : les Islandais commencent leur lutte pour la restauration de l'Althing.
- 1835 : la première copie de Fjölnir est publiée.
- Vers 1840 : Jón Sigurðsson apparaît sur la scène politique et sera le guide de la lutte nationale pour l'indépendance pendant 40 ans.
- 1841 : Jón Sigurðsson commence à publier Ný félagsrit.
- 1843 : l'Althing est rétabli, mais seulement en tant qu'assemblée consultative.
- 1845 : Jónas Hallgrímsson meurt.
- 1851 : Þjóðfundurinn (Assemblée Nationale) est mise en place pour discuter du statut politique de l'Islande.
- 1854 : suppression du monopole danois d'Islande et introduction du libre commerce.
- 1871 : le Parlement danois passe les lois de Stöðulög sur le statut politique de l'Islande.
- 1874 : le roi Christian IX de Danemark visite l'Islande et lui offre sa première Constitution. Fête du millénaire de la colonisation de l'Islande.
- 1875 : première session de l'Althing, après sa restauration, qui a le pouvoir de voter des lois. L'Askja entre en éruption. Première colonie permanente islandaise au Canada, dans le Manitoba, près de Winnipeg.
- 1879 : mort de Jón Sigurðsson.
- 1880-1890 : refroidissement du climat, de nombreux Islandais émigrent vers le Nouveau Monde.
- 1885 : les Islandais demandent une révision de la Constitution. Création d'une banque nationale, la Landsbanki Íslands.

## XXesiècle
- 1901 : limites de pêche à 3 miles.
- 1902 : naissance de Halldór Laxness.
- 1903 : un ministre des affaires islandaises, résidant à Reykjavik, est désigné par les Danois.
- 1904 : un statut d'autonomie est concédé à l'Islande.
- 1906 : télégraphe sous-marin d'Écosse en Islande.
- 1911 : création de l'Université d'Islande à Reykjavik.
- 1914 : naissance de Eimskipafélag Íslands, compagnie islandaise de navigation.
- 1915 : institution du suffrage universel.
- 1916 : création des partis politiques Alþýðuflokkurinn (Parti social-démocrate) et Framsóknarflokkursont (Parti du progrès).
- 1918 : l'Islande demande son indépendance ; celle-ci est effectivement reconnue par l'Acte de l'Union, mais le roi de Danemark reste roi d'Islande. Éruption de Katla.
- 1920 : création de la Cour Suprême.
- 1922 : Jarðræktarlögin.
- 1928 : création du Parc national de Þingvellir.ÞingvellirHalldór LaxnessSurtsey

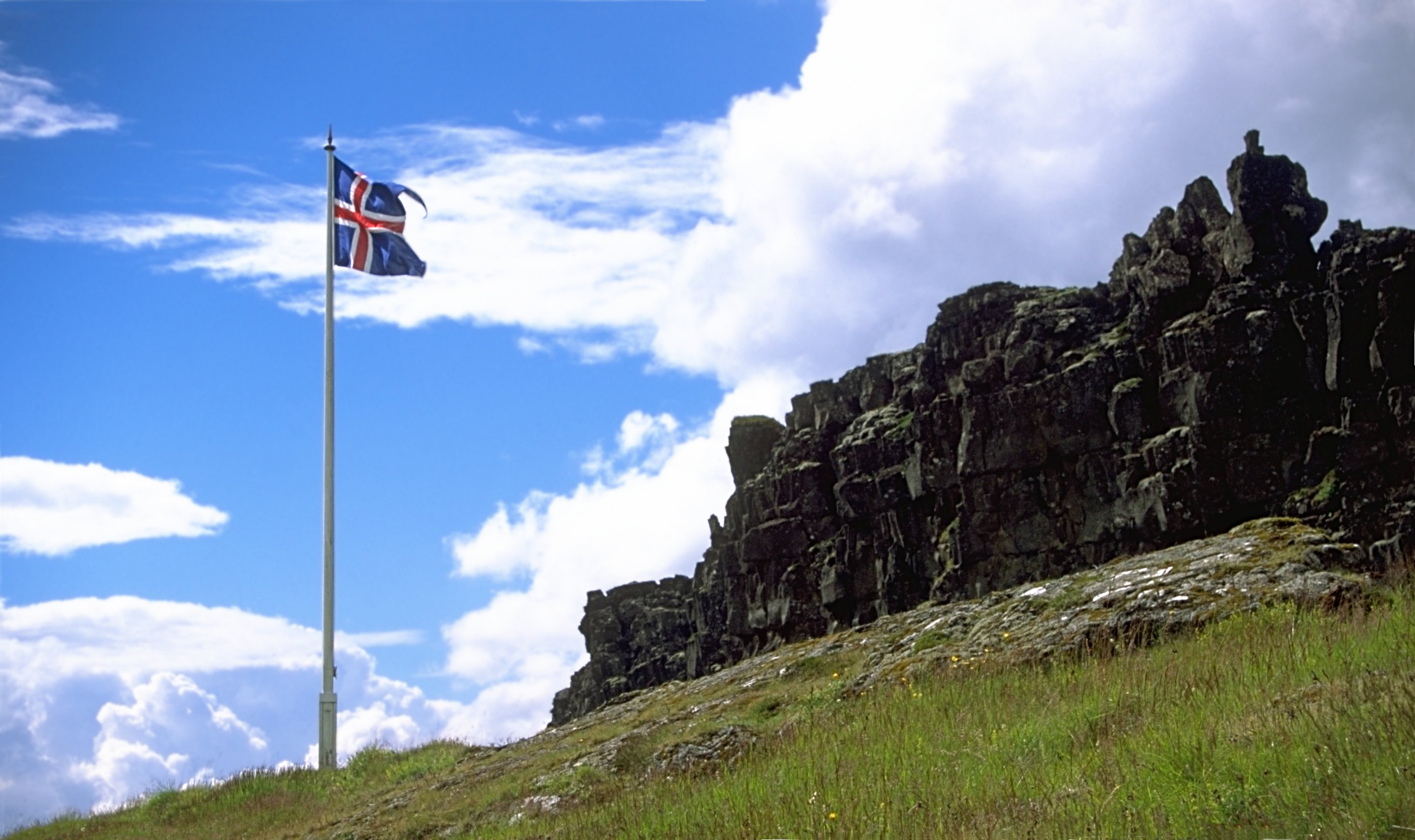
Þingvellir

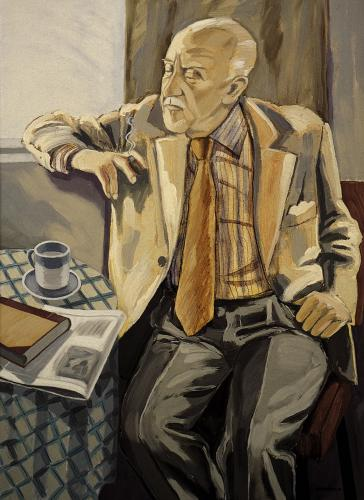
Halldór Laxness

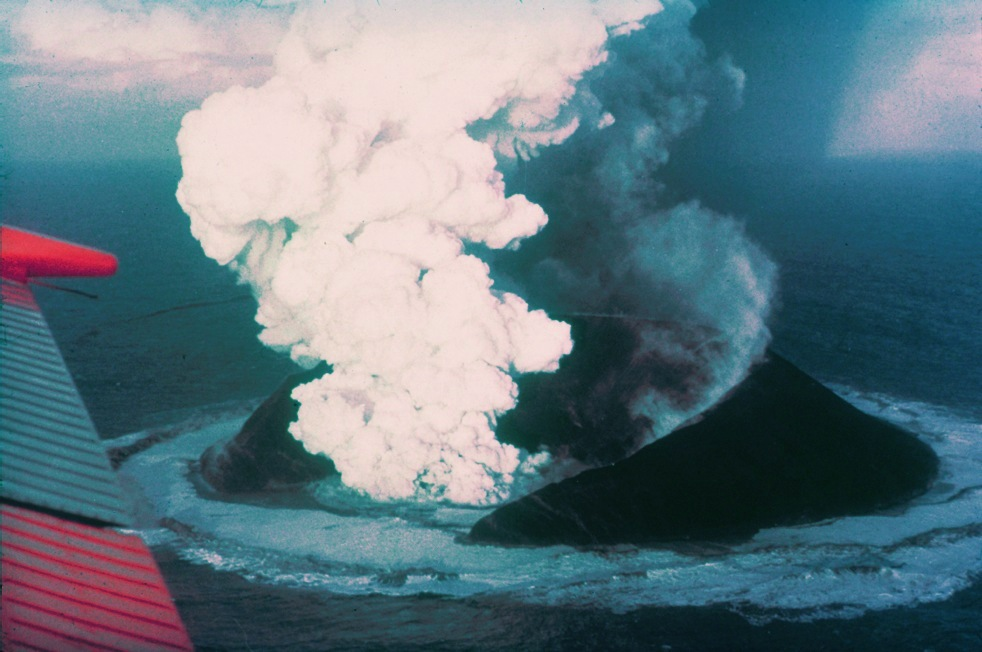
Surtsey

- 1929 : naissance du Sjálfstæðisflokkur.
- 1930 : naissance du Kommúnistaflokkur Íslands. Création de la radio d'État RÚV.
- 1936 : naufrage du Pourquoi-Pas ? du commandant Charcot au large de Borgarnes ; il n'y a qu'un seul survivant.
- 1940 : à la suite de l'occupation du Danemark par l'Allemagne, un gouvernement d'union nationale est formé par Sveinn Björnsson.
- 1940 : les Britanniques occupent l'île, violant de fait la neutralité de l'Islande.
- 1941 : les États-Unis remplacent les Britanniques.
- 17 juin 1944: à Þingvellir, proclamation de l'Indépendance et de la création de la République d'Islande. Sveinn Björnsson devient le premier président de la République.
- 1946 : entrée de l'Islande aux Nations unies
- 1947 : l'Islande est membre fondateur de l'OCDE. Éruption d'Hekla, le vent transporte les cendres jusqu'à Helsinki et jusqu'en Afrique du Nord.
- 1948 : l'Islande reçoit l'aide du Plan Marshall.
- 1949 : l'Islande est membre fondateur de l'OTAN.
- 1950 : l'Islande rejoint le Conseil de l'Europe.
- 1951 : une base militaire de l'OTAN est établie à Keflavík. L'Islande doit accepter la présence de 5 000 soldats américains sur son sol.
- 1952 : extension des eaux de pêches à 4 miles. Ásgeir Ásgeirsson est élu président de la République. L'Islande rejoint le Conseil nordique.
- 1955 : Halldór Laxness, prix Nobel de Littérature.
- 1958 : extension des eaux de pêche à 12 miles et guerre de la morue contre les Britanniques.
- 1961 : éruption d'Askja.
- 1962 : câble radio-téléphone sous-marin entre l'Écosse et l'Islande.
- 1963 : naissance de l'île volcanique de Surtsey.
- 1967-1968 : crise du hareng, les prises de pêches diminuent.
- 1968 : Kristján Eldjárn est élu président de la République.
- 1970 : l'Islande devient membre de l'AELE.
- 1971 : retour des premiers manuscrits de Copenhague.
- 1972 : extension des eaux de pêches à 50 miles. Rencontre internationale d'échecs entre Boris Spassky et Bobby Fischer, à Reykjavik, pour le titre mondial.
- 1973 : aux îles Vestmann, éruption volcanique sur Heimaey, seule île de l'archipel à être habitée, et naissance d'un nouveau volcan, Eldfell, l'île d'Heimaey s'agrandit de 3 km².
- Le 3 mai 1973, la religion païenne Nordique (l'Íslenska Ásatrúarfélagið et l'Ásatrúarfélag) a été reconnue par le gouvernement islandais comme religion officielle de l'état grâce aux efforts de Sveinbjörn Beinteinsson et il compte près de 2315 fidèles.
- 1974 : 1100e anniversaire de la colonisation de l'Islande. La route circulaire autour de l'île est complétée.
- 1975 : extension des eaux de pêches à 200 miles et nouvelle guerre de la morue. Le 24 octobre, grève générale des femmes pour obtenir une égalité économique avec les hommes.
- 1980 : élection de Vigdís Finnbogadóttir à la présidence de la République, première femme au monde à être élue au suffrage universel à la magistrature suprême.
- 1981, 1984, 1985 : éruptions de Krafla.
- 1986 : rencontre entre Ronald Reagan et Mikhaïl Gorbatchev à Reykjavik.
- 1989 : visite officielle du Pape Jean-Paul II.
- 1990 : la chasse à la baleine est suspendue pour une année. Elle le sera jusqu'en 2003.
- 1992 : l'Islande rejoint l'EEE.
- 1996 : élection de Ólafur Ragnar Grímsson à la présidence de l'Islande. Légalisation des mariages homosexuels. Éruption de Grímsvötn.
- 1998 : décès de Halldór Laxness.
- 2000 : éruption de l'Hekla.

## XXIesiècle
- 2003 : l'Islande reprend la chasse scientifique de la baleine.
- 2005 : Miss Islande, Unnur Birna Vilhjálmsdóttir, est élue Miss Monde. L'Alþing accorde la citoyenneté islandaise à Bobby Fischer.
- 2006 : l'armée américaine quitte la base aérienne de l'OTAN à Keflavík, mettant fin à 55 ans de présence militaire. L'Alþing dénombre 300 000 habitants sur le territoire islandais. L'Islande reprend la chasse commerciale de la baleine.
- 2007 : l'Islande a le premier IDH au monde devant la Norvège.
- 2008 :
  - Grave crise financière, faillite record des principales institutions financières du pays (voir crise financière de 2008 en Islande).
  - Mars et avril : manifestations de chauffeurs routiers, nées de l'augmentation des prix du pétrole et des heures de travail.
- 2009 : Jóhanna Sigurðardóttir est nommée premier ministre. Elle devient la première femme à occuper cette fonction en Islande. Victoire historique de la gauche aux élections législatives du 25 avril.
- 17 juillet 2009 : l'Islande dépose sa candidature à l'entrée dans l'Union européenne
- 2010 : éruption de l'Eyjafjöll entraînant des répercussions sur le trafic aérien.
- avril 2016 : le Premier ministre islandais Sigmundur Davíð Gunnlaugsson, impliqué dans le scandale des Panama Papers, démissionne.
- 1er août 2016 : Guðni Th. Jóhannesson devient le 6e président d'Islande.